# Brett Leighton
Brett Leighton es un organista y clavecinista nacido en Australia, que ha vivido en Austria durante más de 30 años. Actualmente es profesor de órgano y clave en la Universidad Privada Anton Bruckner en Linz, Austria. Ha lanzado cuatro CD incluyendo Orgel Landschaft Ober-II Österreich (1998), Brett Leighton an der West-Orgel in Taufkirchen/Pram (1998) Música para Órgano y Clave (2005) y en el The World's Oldest Organ y ha sido juez para el 2007 Premio Paul Hofhaimer de Austria.
Fue "Estudiante del Año 1977" en el Conservatorio de Música de Sídney, donde tuvo como maestro a David Rumsey. Estudios adicionales de órgano hizo con Anton Heiller y Michael Radulescu en Viena (Wiener Musikhochschule, 1981), y clave con Jean-Claude Zehnder en Basilea y Ton Koopman en Ámsterdam. 
Brett ha sido un concertista activo en Europa, Japón, Australia, México y EE. UU. Su repertorio abarca casi todos los estilos, con énfasis en investigar prácticas históricas. Además, Leighton ha dado numerosos estrenos de obras para órgano contemporáneos. Transmite y graba CDs como solista y en conjunto, eN Europa y Australia. Además de enseñar, Leighton es un intérprete habitual en muchos festivales europeos y cursos de verano y ha actuado como consultor para la construcción de nuevos órganos, especialmente en Austria.

## Honores
Entre sus muchos premios y galardones incluyen el prestigioso premio Paul Hofhaimer de la ciudad de Innsbruck, en 1979.

## Prensa
- Opiniones sobre éstos en Noticias de Austria: 13 d abril 2005 (enlace roto disponible en Internet Archive; véase el historial, la primera versión y la última)., Jun. 24, 2005 (enlace roto disponible en Internet Archive; véase el historial, la primera versión y la última)., 13 de oct 2006 (enlace roto disponible en Internet Archive; véase el historial, la primera versión y la última). (en alemán)
- Concert announcement in Der Vinschger, calling his music "first-class and legendary" (en alemán)
- Concert announcement in Österreich Journal, 3 de sep 2003 (en alemán).
- Concert announcement in La Gazzetta del Mezzogiorno, 22 de enero 2005 (enlace roto disponible en Internet Archive; véase el historial, la primera versión y la última). (en italiano)
- Concert announcement in El Diario Vasco, 25 de abril de 2006, llamando a Leighton "one of the great specialists of the baroque repertoire" (en castellano).